# Chagall (film)
Pour les articles homonymes, voir Chagall (homonymie).
Pour plus de détails, voir Fiche technique et Distribution.
Chagall est un film documentaire français réalisé par Lauro Venturi, produit par Simon Schiffrin, sorti en 1964.

## Fiche technique
- Réalisation : Lauro Venturi
- Production : Simon Schiffrin
- Musique : Joseph Kosma[2], Roman Vlad
- Image : Jean Bourgoin
- Lieu de tournage : Vence, Alpes-Maritimes
- Montage : Bella Brodsky
- Durée : 25 minutes[3]
- Dates de sortie : 
  - septembre 1963 (festival)
  - 17 septembre 1964 (New York)
  - 20 avril 2010 (DVD)

## Distribution
- Marc Chagall : lui-même
- Vincent Price (narration, version originale)
- Claude Dauphin (narration, version française)

## Nominations et récompenses
- 1964 : Oscar du meilleur court métrage documentaire[4]